# جورج كاري (سياسي أمريكي)
جورج كاري هو سياسي أمريكي، ولد في 3 أبريل 1861 في مقاطعة ويست فيليكينا في الولايات المتحدة، وتوفي في 24 نوفمبر 1947 في ألباكركي في الولايات المتحدة. نشط حزبياً في الحزب الجمهوري. وقد انتخب Governor of the Territory of New Mexico ‏ (1907 – 1 مارس 1910) وانتخب عضو مجلس النواب الأمريكي ‏.